# Cuitlahuac
Cuitlahuac was de Azteekse leider (hueyi tlahtoani) van juni tot oktober 1520.
Hij volgde zijn broer Motecuhzoma II op, nog voor dat deze omkwam, omdat hij te veel aan de Spanjaarden toe zou geven. Onder leiding van Cuitlahuac behaalden de Azteken een grote overwinning op 1 juli 1520, tijdens La Noche Triste (Treurnacht), waarbij 400 Conquistadors en duizenden Indiaanse bondgenoten omkwamen.
Hij overleed aan de pokken tijdens het beleg van Tenochtitlan. Hij werd opgevolgd door zijn neef Cuauhtemoc.
Tenoch ·
Acamapichtli ·
Huitzilihuitl ·
Chimalpopoca ·
Itzcoatl ·
Motecuhzoma I ·
Axayacatl ·
Tizoc ·
Ahuitzotl ·
Motecuhzoma II ·
Cuitlahuac ·
Cuauhtémoc